# SN 2006mg
SN 2006mg – supernowa typu Ia odkryta 15 października 2006 roku w galaktyce A023137-0806. Jej maksymalna jasność wynosiła 21,95m.